# Escorxador de Montmeló
L'Escorxador és una obra de Montmeló (Vallès Oriental) protegida com a Bé Cultural d'Interès Local.

## Descripció
L'escorxador consta de dos edificis. L'edifici principal és de planta rectangular i forma basilical, amb una nau central elevada i dues laterals més baixes.
La coberta del cos central és de doble vessant amb el carener perpendicular a la façana principal. La coberta dels cossos laterals també és de doble vessant, però amb el carener paral·lel a la façana principal. Les cobertes són de teula àrab.
Les façanes estan arrebossades i pintades. La porta principal és la llinda plana amb permòdols esglaonats. Al damunt hi ha un gran finestral d'arc de mig punt que serveix per il·luminar i ventilar l'edifici.
L'edifici secundari és de planta rectangular simple i es va construir com a secció pel bestiar porcí. La coberta consta de dos nivells, un superior de doble vessant amb el carener paral·lel a la façana principal i que només cobreix la secció central de la nau. Entre els dos nivells hi ha un espai que permet la circulació d'aire i l'entrada de llum a l'interior de l'edifici. Les cobertes són de teula àrab.
L'escorxador i la secció de bestiar estan units per un petit edifici que no surt en els plànols del projecte de l'escorxador, i es desconeix quan va ser construït. No hi ha comunicació entre els tres edificis.
El recinte està delimitat per una tanca.
Posteriorment es van construir unes ampliacions sense interès arquitectònic. Unes es van adossar a l'edifici secundari, les quals encara es troben en peu i que tenen coberta d'uralita.

## Història
Al 1929 els documents conservats parlen sobre la necessitat de construir un nou escorxador, ja que fins aleshores s'havia utilitzat espais de diverses cases i, fins i tot, a la planta baixa de l'Ajuntament, i per tant, aquests no reunien les condicions necessàries per a un correcte funcionament.
De seguida es van iniciar els tràmits per la compra per part de l'Ajuntament, d'un terreny. propietat de la senyora Concepció Margarit Riera. L'arquitecte municipal, Manuel Joaquim Raspall, va emetre un informe desfavorable a aquesta compra, ja que el terreny no reunia les condicions necessàries, com era l'abastiment de l'aigua, per al bon funcionament dels treballs d'un escorxador. Aleshores l'Ajuntament comprà un altre terreny, propietat de la mateixa persona, la senyora Margarit, prop del riu Congost.
L'any següent es redactà el projecte i es construí I' escorxador i la secció de bestiar porcí, inaugurant-se al 14 de juny de 1931.
Entre el 1947 i 1949 es va construir una tanca per delimitar el perímetre del recinte i es van fer obres de reforma.
Al 1968 es va realitzar unes informes sobre la necessitat de reformar l'escorxador que ja es trobava en molt males condicions. L'any següent es redactà i s'aprovà el projecte de reconstrucció i ampliació de l'escorxador.
Al 1970 es construeixen les naus d'ampliació de l'escorxador, les quals s'han enderrocat, i les que s'adossen a la part posterior del complex antic i que són les que encara romanen en peu.